# L'olandese volante (opera)
L'olandese volante (in tedesco Der fliegende Holländer ) è un'opera di Richard Wagner nota anche con il titolo Il vascello fantasma. 
Wagner scrisse la prima romantische Oper inizialmente come atto unico, in contrasto con la tradizione. Oggi viene però eseguita generalmente in tre atti. Il tema centrale è (come in altre opere) l'amore incondizionato come strumento per il raggiungimento della redenzione.
Wagner diresse la prima al Königliches Hoftheater di Dresda il 2 gennaio 1843 con Wilhelmine Schröder-Devrient. Nella carriera del compositore, questo lavoro segna la prima drastica presa di distanza dall'opera convenzionale. Le forme chiuse sono quasi abolite: la melodia procede quasi senza interruzioni, e in essa compaiono i primi Leitmotiv, melodie associate a personaggi, oggetti o concetti astratti. I Leitmotive sono tutti introdotti nell'ouverture.
La storia è ripresa dalla leggenda folkloristica dell'Olandese Volante, che narra di un capitano condannato a navigare fino al giorno del giudizio. Wagner sostiene in Mein Leben che l'ispirazione sia stata in parte autobiografica, in seguito ad un viaggio toccato dalla tempesta eseguito tra il luglio e l'agosto 1839; accanto a questa storia autobiografica c'è anche una fonte letteraria, individuabile nella versione di un'antica leggenda marinara di Heinrich Heine (Dalle memorie del signor von Schnabelewopski).

## Storia

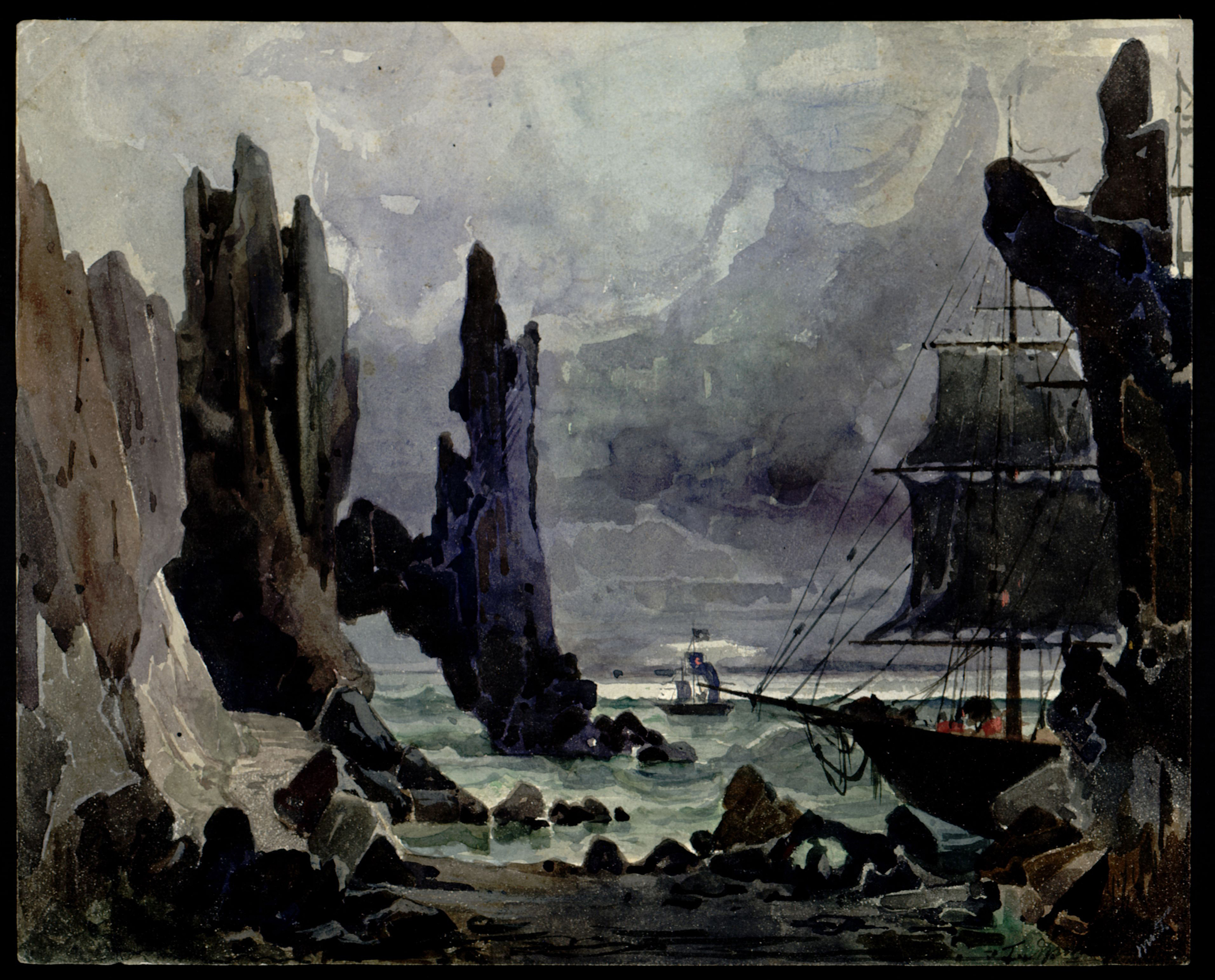
Una riva circondata da rocce, bozzetto per L'Olandese volante atto 1 (1878). Archivio Storico Ricordi

Il 7 gennaio 1844 avviene la prima nel Neues Schauspielhaus nella Gendarmenmarkt di Berlino, diretta dal compositore. Il 7 gennaio 1847 avviene la prima nello Hofoper di Berlino. Il 4 dicembre 1864 avviene la prima al Nationaltheater, ancora diretta dal compositore.
Nel Regno Unito la prima è stata il 23 luglio 1870 al Drury Lane (teatro) di Londra nella traduzione italiana di Alberto Giovannini, diretta da Luigi Arditi con Emilia Corsi. Al Wiener Staatsoper la première è stata il 27 gennaio 1871 e fino al 2013 ha avuto 826 recite.
Il 23 febbraio 1877 avviene la prima al Edinburgh Theatre di Edimburgo ed il successivo 7 marzo al Theatre Royal di Glasgow nella traduzione di John P. Jackson per la Carl Rosa Opera Company. Il 16 giugno dello stesso anno avviene la prima al Royal Italian Opera (oggi Royal Opera House, Covent Garden) di Londra.
Il 14 novembre 1877 avviene la prima nel Teatro Comunale di Bologna di Il vascello fantasma nella traduzione di Giovannini. Al Gran Teatre del Liceu di Barcellona è stata la prima il 12 dicembre 1885, nella traduzione all'italiano e al Metropolitan Opera House di New York la première è stata il 27 novembre 1889 con Emil Fischer (cantante) diretto da Anton Seidl e fino al 2010 ha avuto 154 recite.
Il 25 febbraio 1893 avviene la prima nel Teatro alla Scala di Milano di Il vascello fantasma con Ormondo Maini e Francesco Navarrini. Il 27 dicembre 1937 avviene la prima Palais Garnier di Parigi di Le vaisseau fantôme nella traduzione di Charles Nuitter. Al San Francisco Opera va in scena nel 1954 con Hans Hotter ed Inge Borkh. Al Teatro Verdi (Trieste) va in scena nello stesso anno con Rolando Panerai, Gigliola Frazzoni e Mario Petri diretti da Francesco Molinari Pradelli.
Al Teatro La Fenice di Venezia la prima di Il vascello fantasma è stata nel 1961 diretta da André Cluytens. Nel 1967 venne usata come l'inno ufficiale per la micronazione dell'Isola delle Rose. All'Opera di Santa Fe (Nuovo Messico) va in scena nel 1971 diretta da Edo de Waart ed ancora nel 1973 e nel 1988. Al Teatro Regio di Torino va in scena nel 1999, nel 2012 e nel 2024. Al Teatro Petruzzelli di Bari l'opera inaugura la stagione operistica 2017-18.

## Trama
L'opera si svolge su una costa norvegese.

### Atto I
Tornando verso casa con la sua nave, Daland, un navigatore norvegese, si trova ad affrontare una tempesta che lo costringe a cercare rifugio a riva. Lascia quindi di guardia una sentinella e va a dormire con i marinai. Improvvisamente compare un vascello fantasma, nero e dalle vele rosse, da cui scende a terra un uomo pallido vestito di nero: l'uomo si lamenta del suo destino: avendo maledetto Dio a causa delle difficoltà riscontrate nel superare il Capo di Buona Speranza durante una tempesta, è costretto a non morire e navigare per sempre senza meta. Un angelo gli annunciò i termini della sua redenzione: ogni sette anni una tempesta lo porterà a riva, e solo se troverà una moglie che gli sarà fedele per l'eternità potrà riposare in pace. Quando Daland lo incontra, il fantasma gli offre dei tesori in cambio della mano di sua figlia Senta. Daland, avido, acconsente ed entrambe le navi ripartono.

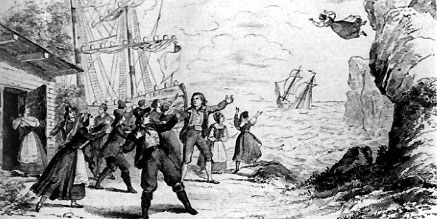
La scena finale dellOlandese volante, ripresa dalla Illustrierte Zeitung di Lipsia del 7 ottobre 1843.

### Atto II
Alcune ragazze filano la lana in casa di Daland. Senta invece guarda sognante il quadro dell'Olandese volante. Contro la volontà della nutrice, canta la storia dell'Olandese e dichiara in modo passionale la sua intenzione di salvarlo. Erik, un cacciatore innamorato di lei, arriva e la rimprovera. L'uomo è stato turbato da un sogno in cui Daland tornava a casa con uno straniero misterioso che portava via con sé in mare Senta. Lei non gli risponde, ed Erik se ne va sconsolato. Daland arriva con lo straniero; lui e Senta si guardano in silenzio, poi i due vengono lasciati soli e Senta, irresistibilmente attratta da lui, giura in un duetto di essergli fedele fino alla morte. Daland bandisce una festa per il ritorno dei marinai e per il fidanzamento dei due.

### Atto III
In tarda serata, i marinai di Daland invitano gli uomini dell'Olandese ad unirsi alla festa, ma invano: essi assumono forme spettrali, e gli uomini scappano impauriti. Senta arriva, seguita da Erik che le ribadisce il suo amore. Senta lo rifiuta nuovamente, ma non nasconde tenerezza nei suoi confronti. Lo straniero ode le loro parole ed è preso dalla paura che lei possa non essergli fedele; dopo aver rivelato ai presenti di essere l'Olandese volante, lo straniero salpa con la nave, incapace di credere alla buona fede di Senta. Ma la ragazza si tuffa e muore annegata: questo salva l'Olandese, che sale con lei in paradiso.

## Organico orchestrale

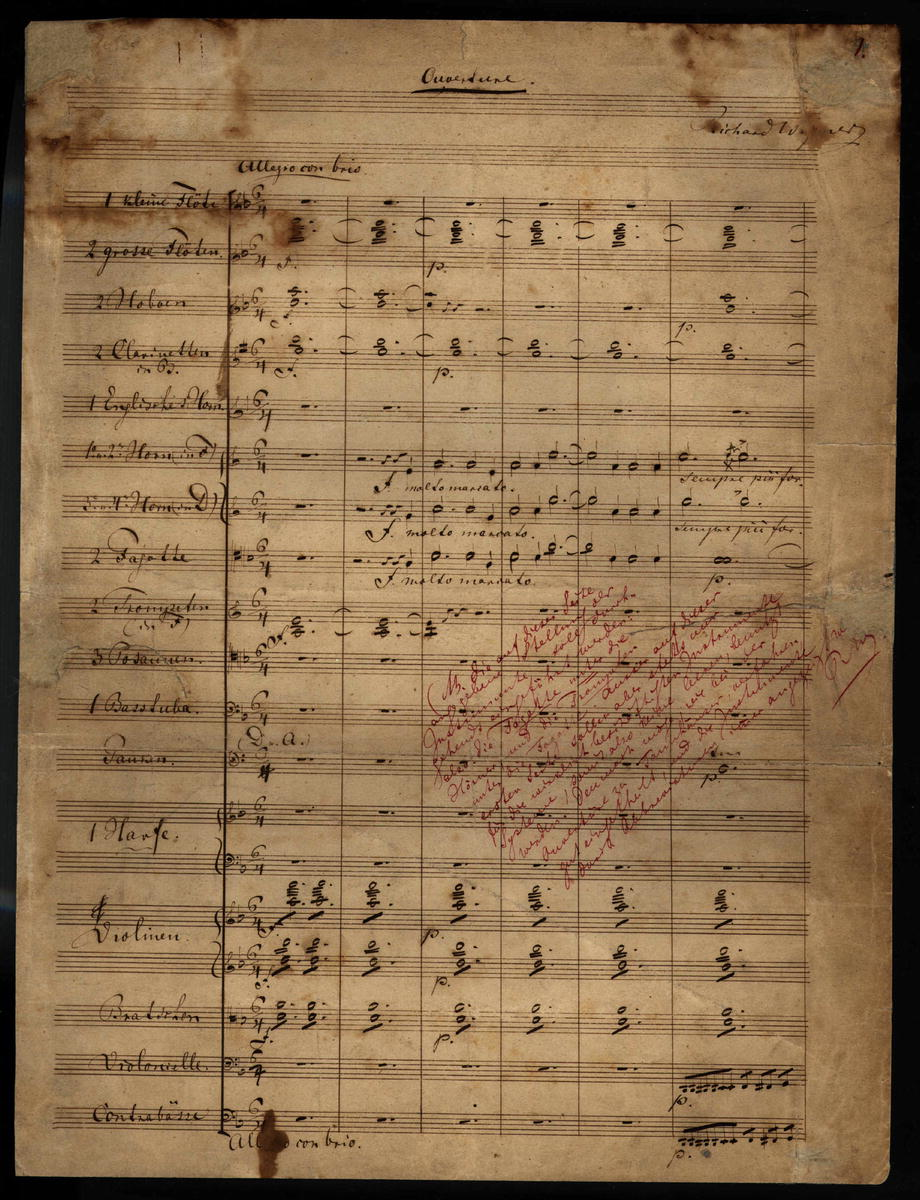
Partitura manoscritta da Wagner. Prima pagina dellOuverture.

La partitura di Wagner prevede l'utilizzo di:
- ottavino, 2 flauti, 2 oboi (II anche corno inglese), 2 clarinetti, 2 fagotti
- 4 corni, 2 trombe, 3 tromboni, oficleide (oggi rimpiazzato dalla tuba)
- timpani
- archi

Da suonare internamente:
- 2 ottavini, 6 corni, tam-tam, macchina del vento

## Discografia
- Der Fliegende Holländer - Staatskapelle Berlin, Franz Konwitschny, Dietrich Fischer-Dieskau, Marianne Schech, Fritz Wunderlich, Gottlob Frick, 1960, Brilliant Classics, 94664
- Der Fliegende Holländer - Covent Garden Orchestra, Antal Doráti, Giorgio Tozzi, Leonie Rysanek, Karl Liebl, George London, 1962, Decca, 460738-2
- Der Fliegende Holländer - Orchester der Bayreuther Festspiele, Karl Böhm, Thomas Stewart, Gwyneth Jones, 1972, Deutsche Grammophon
- Der Fliegende Holländer - Berliner Philharmoniker, Herbert von Karajan, José van Dam, Dunja Vejzovic, Kurt Moll, Peter Hoffman, 1981-83, EMI
- Der Fliegende Holländer - Wiener Philharmoniker, Christoph von Dohnányi, Robert Hale, Hildegard Behrens, Kurt Rydl, Josef Protschka, 1991, Decca, 436418-2
- Der Fliegende Holländer - Deutsche Oper Berlin Orchestra, Giuseppe Sinopoli, Bernard Weikl, Cheryl Studer, Hans Sotin, Plácido Domingo, 1991, Deutsche Grammophon

## DVD parziale
- Olandese volante, Wolfgang Sawallisch/Donald McIntyre/Catarina Ligendza, regia Vaclav Kaslik - 1974 Deutsche Grammophon
- Olandese volante, Voldemar Nelsson/Simon Estes/Lisbeth Balslev, regia Harry Kupfer - 1985 Philips